# Chiesa di San Giovanni Evangelista (Villa d'Adda)
La chiesa di San Giovanni Evangelista  è un luogo di culto cattolico a Villa d'Adda, in provincia e diocesi di Bergamo. La sagrestia conserva un dipinto opera seicentesca di Jacques Courtois.

## Storia
La chiesa fu probabilmente edificata sui resti di un vecchio maniero poi distrutto, ma solo nel 1537 risulta essere presente e affidata alla basilica lateranense di Roma per volontà dei fratelli Giovanni Antonio e Giovanni Moioli, che fecero dono il 23 ottobre 1523 di un appezzamento di terra posta nella località detta Fontana perché vi era un'antica fontana completa di cisterna. Di questa data è il dipinto raffigurante i santi Giovanni, Giacomo il Maggiore e Antonio Abate conservato nella sagrestia. La chiesa fu infatti intitolata a questi tre santi. Il dipinto testimonia il fervore che vi era intorno all'elevazione dell'edificio.
Fu proprio volontà dei due fratelli, che ottennero il permesso alla sua edificazione direttamente dal papa, di dare dipendenza all'edificio di culto al Capitolo lateranense della chiesa di romana, ottenendo così tantissimi privilegi, obbligandosi a versare un libra di cera ogni anno.
Le chiese presenti sul territorio di Villa d'Adda si trovavano sotto la diocesi di Milano con rito ambrosiano, la chiesa era quindi la sola presente a non far parte dell'arciviocesi milanese e con rito romano.
Secondo il desiderio dei due fratelli in prossimità doveva essere edificato un ospedale che accogliesse i più bisognosi e affidata alla confraternita dei disciplini così che la chiesa fosse da subito vicino agli abitanti la contrada.  Fu quindi data alla chiesa un'indulgenza speciale per chi vi frequentava le funzioni religiose. La nomina del cappellano era affidata alla congregazione in piena autonomia, così che non vi fosse ingerenza né dal vescovo di Milano e neppure dal parroco di Chiesa di Sant'Andrea in Catello. L'autonomia amministrativa e finanziaria si ebbe grazie alla donazione dei fratelli Moioli di 10 appezzamenti di terreno il 14 ottobre 1550 che erano gestiti dalle confraternite di San Rocco e del Santissimo Sacramento.

Il basamento della chiesa presenta la datazione del 1539, e sicuramente fu terminata entro il 1550. La seconda metà del Cinquecento vide però una situazione economica sfavorevole per le famiglie e la chiesa si trovò presto in difficoltà economiche come indicato in una lettera che il parroco di Chiesa di Sant'Andrea in Catello aveva inviato all'arcivescovo di Milano, : 
(archivio della curia di Milano)

Il documento fu inviato a san Carlo Borromeo che lamentava proprio la sua impotenza rispetto alla gestione di detta chiesa che aveva un buon numero di fedeli. Questi nel 1568 invitò la confraternita che ne gestiva l'amministrazione, di vendere il bellissimo tabernacolo ligneo, ritenuto troppo bello per la piccola chiesa che veniva indicata come “piccola, senza volta ma con tavole sotto le tegole, il tetto imperfetto”. La visita indica però la presenza di due cappelle laterali ornate da tavole di buona fattura. l'arcivescovo non credette molto nella denuncia del parroco che la chiesa avesse dei debiti, ritenendo che fosse una banale forma di gelosia. Ai confratelli veniva chiesto di rispondere all'arcidiocesi di Milano pur riconoscendo l'autonomia legata al capitolo lateranense. I confratelli però non accettarono subito questa indicazione continuando a celebrare con rito romano: 
(Archivio della curia di Milano)
Solo nel 1617 i sindaci delle congregazioni riconobbero il diritto alla curia di Milano nella gestione della chiesa. La devozione dei fedeli permise agli amministratori della chiesa di avere possibilità economiche che permisero nuovi decori e opere. Nella visita pastorale del 1652, si chiese di chiudere gli altari con cancellate ma che l'altare maggiore era completo di sedili per il clero e che era imbiancata. La chiesa continua a essere luogo devozionale per le famiglie più facoltose della zona, fu, infatti, la famiglia Locatelli nella persona di Giovanni Battista a donare un fabbricato adiacente all'edificio da adibire a canonica.
Nella seconda metà del Seicento furono edificate la sagrestia e la torre campanaria. Ma le divergenze amministrative tra i sindaci e il parroco della chiesa di Sant'Andre proseguirono per molti anni. Solo un ducale dell'11 marzo 1729 troncava il dibattito con il divieto da parte dei sindaci della confraternita della Trinità di interferire negli atti amministrativi. Successivamente fu soppressa la confraternita con atto del Senato veneziano e nel 1817 la chiesa fu definitivamente aggregata alla parrocchia di Sant'Andrea.

## Descrizione

### Esterno
L'edificio di culto, dal classico orientamento liturgico con abside a est, è preceduto da un sagrato di piccole dimensioni con pavimentazione in ciottolato e prato e delimitato da un muro in pietra. Il fronte principale a capanna è delimitato negli angoli da blocchi in pietra. La parte superiore della facciata ospita tre aperture di cui quella centrale ad arco complete di inferriata a protezione.

### Interno
L'interno a unica navata, risalente al Seicento,  che si divide in tre campate da lesene in muratura dove si appoggiano grandi archi in laterizio a sesto acuto che reggono il tetto ligneo a due spioventi. La cappella dedicata alla Madonna del Rosario è ospitata nella seconda campata delimitata da una balaustra marmorea, mentre la statua di un santo è posta in una nicchia laterale all'ingresso laterale della seconda campata. Il presbiterio è rialzato da due gradini in pietra e anticipato dall'arco trionfale che conserva come chiave di volta un antico crocifisso ligneo appartenente alla chiesa più antica. L'antico presbiterio fu allungato creando una ulteriore campata. La parte si presenta più stretta rispetto all'aula permettendo lateralmente la presenza di due nicchie che ospitano le statue di san Giovanni Battista a sinistra e sant'Antonio Abate a destra. Il presbiterio con volta a crociera è a pianta rettangolare completa di coro ligneo eseguito nel 1655 e stucchi sempre seicenteschi.